# Никола Мелисен
Никола Комнин Анђел Дука Вријеније Мелсен (грч. Νικόλαος Κομνηνός Ἄγγελος Δούκας Βρυέννιος Μαλιασηνός) био је византијски грчки племић и магнат активан у области Волоса у Тесалији у другој половини 13. века.

## Живот
Никола је био син првог осведоченог члана породице Мелисен, Константина, магната у Тесалији који се оженио Маријом, ћерком Михаила I Комнина Дуке, владара Епира. Као и његов отац, користио се презименом „Комнин Мелисен“, али им се повремено додају и презимена још две велике византијске аристократске породице, Дука и Вријеније. Такође га често зову Анђел, вероватно наслеђено презиме преко мајке.
Од оца је наследио велика имања у Тесалији. У почетку под епирским владарима, Николи је у његове поседе потврдио и византијски цар Михаило VIII Палеолог. Никола се оженио Аном Комнин Дука Палеолог Филантропен, нећаком цара Михаила VIII Палеолога, око. 1255. Имали су најмање једног сина по имену Јован. Овај брак, као и уклањање манастира Иларион у Алмиросу из надлежности манастира Макринитиса, који је основао Николин отац, од стране епирског деспота Михаила II Комнина Дуке, указује на промену породичне оданости од Епирске деспотовине ка Никејском царству. Стога је брат цара Михаила VIII, Јован Палеолог, обновио зависност манастира у Халмиру и поново потврдио његов порески имунитет 1259. године, који је 1266. године поново потврдио деспот Нићифор I Комнин Дука.
Негде 1271–1272, Никола и његова жена основали су манастир Неа Петра у Дрјанубаини у Тесалији. Првобитно женски манастир, негде између 1274. и 1277. године, претворен је у мушки манастир. Никола је и овом и манастиру Макринитиса дао неколико других поседа, и чак је успео да од цара Михаила VIII добије манастир Латому у Солуну као зависност од две фондације своје породице. Негде између 1274. и 1276. године, и пар се замонашио, узимајући монашка имена Јоасаф и Антхуса; Никола је можда касније узео друго монашко име, Нил, на основу натписа из манастира Макринитиса који је касније уграђен у Богородичину цркву у Макриници. Никола је још био жив 1280. године, а вероватно и 1285/86. После смрти, сахрањен је у манастиру Макринитиса. После његовог уништења, његов надгробни споменик, са песмом, уграђен је у зидове манастира Атанасије у Макриници.